# Carlos Antonio Torres
Carlos Antonio Torres Garay (Lima, 25 giugno 1966) è un ex calciatore peruviano, di ruolo attaccante.

## Carriera

### Club
Ha trascorso tutta la carriera nel campionato peruviano.

### Nazionale
Ha collezionato 5 presenze con la maglia della Nazionale.